# 주작

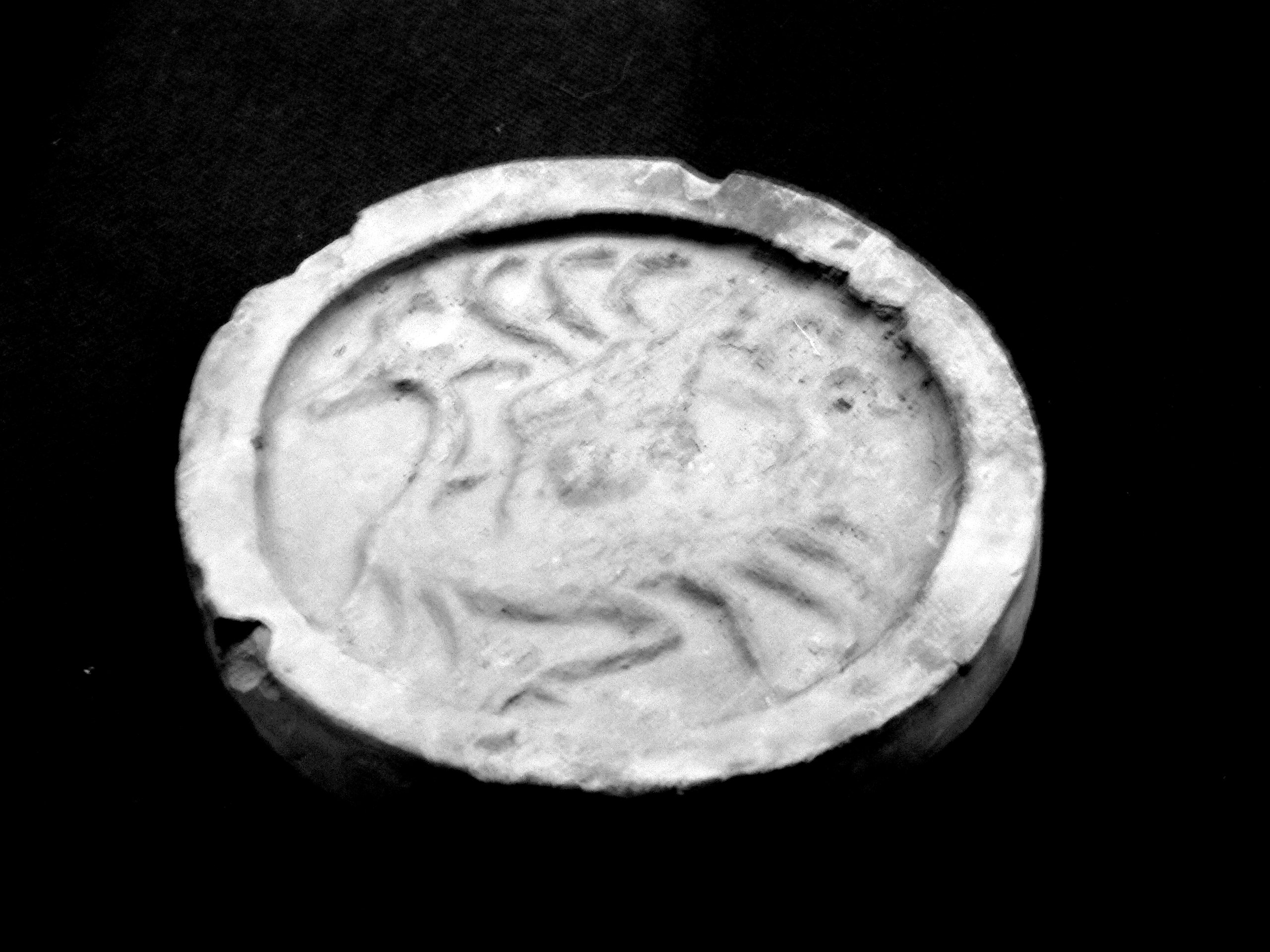

주작(중국어: 朱雀, 병음: 주커, 영어: Vermilion Bird) 는 중국 별자리를 상징하는 사신(四神) 중하 나입니다. 주작은 남쪽을 수호하며 오행 중에서는 불의 속성을 지니고 있으며, 주작은 계절에서는 여름을 관장한다. 모습은 두 날개를 활짝 펼친 붉은 봉황이다. 때문에 봉황과 동일시 되는 경우가 많다. 
재판관으로 죄를 심판한다.
한국에서는 다른 사신들과 더불어 고구려와 고려의 고분 벽화에 그려졌다. 또한 경복궁의 남쪽문인 광화문의 천장에도 그려져 있다.

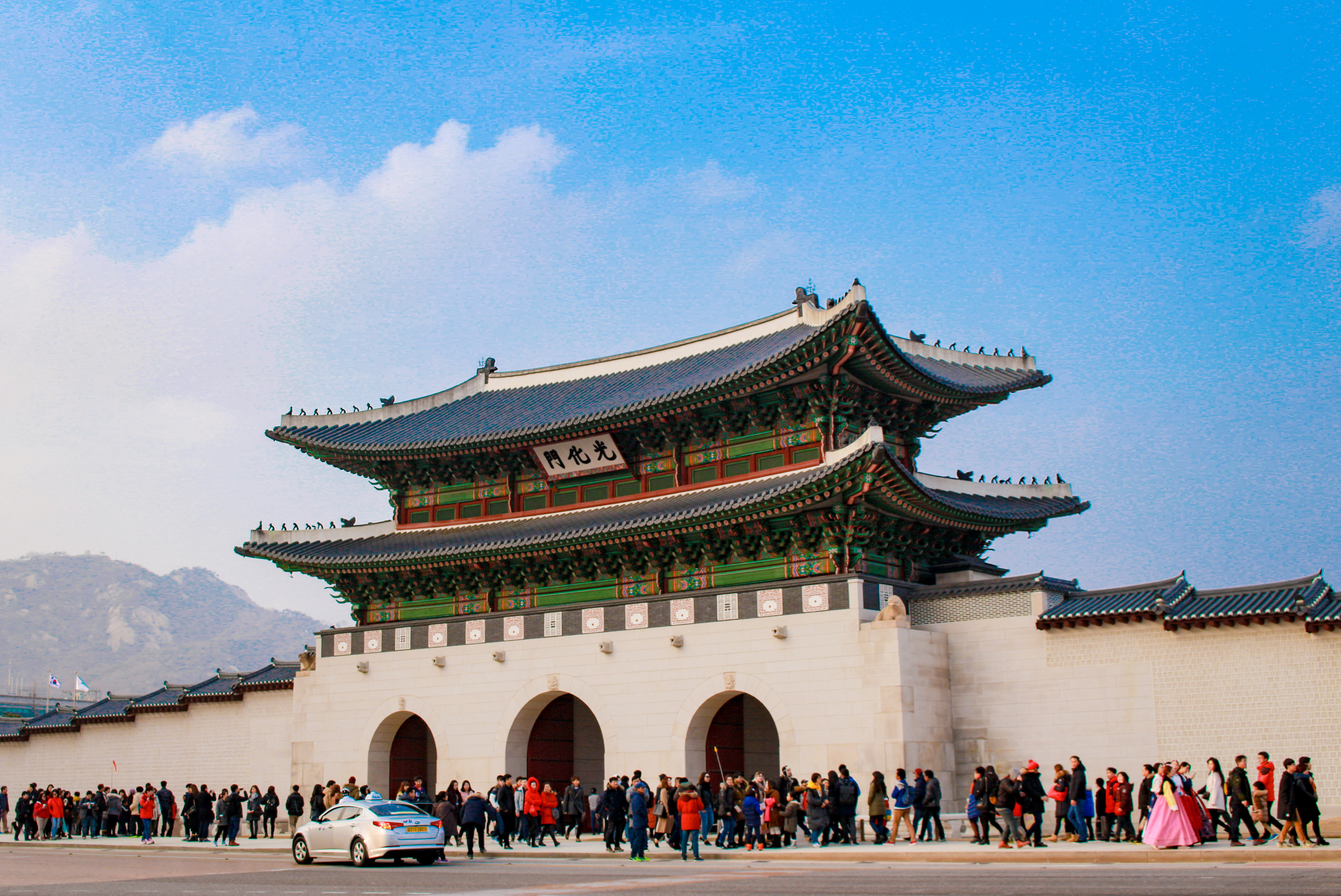
경복궁의 정문 광화문

## 고분 벽화
집안과 평양의 무덤에서 주작의 그림을 찾아볼 수 있다. 주작의 방향이나 형태는 그림마다 약간씩 차이가 있다. 때로는 암·수 주작이 그려지기도 한다.
- 집안: 춤무덤(무용총), 산성하983호분, 삼실총, 장천1호분, 통구사신총, 오회분5호묘, 오회분4호묘
- 평양: 약수리벽화분, 감신총, 대안리1호분, 쌍영총, 노산동1호분, 성총, 수렵총, 고산리1호분, 보산리벽화분, 덕화리1호분, 운룡리벽화분, 개마총, 호남리사신총, 진파리4호분, 진파리1호분, 강서대묘, 강서중묘

## 별자리
주작은 다음과 같은 남방의 7개 별자리군을 대표한다. 7개의 대표 별자리들은 전체가 주작의 모양을 이룬다.
- 정수: 머리
- 귀수: 눈
- 류수: 부리
- 성수: 목
- 장수: 모이주머니
- 익수: 깃털
- 진수: 꼬리

## 인터넷 밈
승부조작범인 마재윤이 자신의 아프리카TV 방송 채팅창에 조작이란 단어를 금지하면서부터 시작되었다. 시청자들은 규제를 피하려고 조작과 비슷한 주작으로 채팅창을 도배한 게 인터넷 밈의 시초이다.

## 대중문화 속의 주작
- 꾸러기 수비대 - 사천왕 2호
- 디지몬 시리즈 - 주작몬
- 유유백서 - 주작
- 탑블레이드 - 카이(드랜져)

## 같이 보기
- 청룡
- 백호
- 현무
- 동아시아의 별자리

## 참고 문헌
- 이순지, 《천문류초》, 규장각, 조선초
- 전호태, 《고구려 고분벽화 연구》, 사계절, 2000